# Isländische Frauen-Handballnationalmannschaft
Die isländische Frauen-Handballnationalmannschaft vertritt Island bei internationalen Turnieren im Frauenhandball.
Nachdem die isländische Auswahl mehrmals erfolglos an Qualifikationsrunden zu größeren internationalen Turnieren teilnahm, qualifizierte sie sich 2010 erstmals für die Europameisterschaften. In der Qualifikationsrunde belegte Island aufgrund einer besseren Tordifferenz den zweiten Platz vor den punktgleichen Österreichern. Bei der Europameisterschaft 2010 schieden die Isländerinnen bereits nach der Vorrunde aus und belegten somit den 15. Platz. Ein Jahr später qualifizierten sich die Isländerinnen erstmals für die Weltmeisterschaft. Hier stießen die Isländerinnen bis ins Achtelfinale vor. Bei der Qualifikation zur Europameisterschaft 2012 scheiterte Island nur knapp. Durch den Rückzug des Gastgebers Niederlande, erhielt Island den freigewordenen Startplatz. Island belegte den 15. Platz bei der Euro 2012.

## Aktuelle Nationalspielerinnen
Elín Jóna Þorsteinsdóttir (EH Aalborg), Hafdís Renötudóttir (Valur Reykjavík), Andrea Jacobsen (HSG Blomberg-Lippe), Berglind Þorsteinsdóttir (Fram Reykjavík), Dana Björg Guðmundsdóttir (Volda Handball), Díana Dögg Magnúsdóttir (HSG Blomberg-Lippe), Elín Klara Þorkelsdóttir (Haukar Hafnarfjörður), Elín Rósa Magnúsdóttir (Valur Reykjavík), Elísa Elíasdóttir (Valur Reykjavík), Jóhanna Margrét Sigurðardóttir (Kristianstad HK), Katrín Anna Ásmundsdóttir (ÍF Grótta), Katrín Tinna Jensdóttir (ÍR Reykjavík), Perla Ruth Albertsdóttir (UMF Selfoss), Rut Arnfjörð Jónsdóttir (Haukar Hafnarfjörður), Steinunn Björnsdóttir (Fram Reykjavík), Sunna Jónsdóttir (ÍBV Vestmannaeyja), Thea Imani Sturludóttir (Valur Reykjavík), Þórey Rósa Stefánsdóttir (Fram Reykjavík)

## Bekannte ehemalige Nationalspielerinnen
- Arna Sif Pálsdóttir
- Rakel Dögg Bragadóttir

## Platzierungen bei Meisterschaften

### Weltmeisterschaften
- Weltmeisterschaft 2011: 12. Platz (von 24 Teams)
- Weltmeisterschaft 2023: 25. Platz (von 32 Teams)
Team: Perla Ruth Albertsdóttir (7/22), Hildigunnur Einarsdóttir (6/11), Elísa Elíasdóttir (4/7), Sandra Erlingsdóttir (7/34), Andrea Jacobsen (6/6), Katrín Tinna Jensdóttir (3/1), Sunna Jónsdóttir (7/4), Díana Dögg Magnúsdóttir (7/14), Elín Rósa Magnúsdóttir (7/20), Katla María Magnúsdóttir (2/2), Hafdís Renötudóttir (6/1), Jóhanna Margrét Sigurðardóttir (1/0), Þórey Rósa Stefánsdóttir (7/19), Thea Imani Sturludóttir (7/27), Berglind Þorsteinsdóttir (6/0), Elín Jóna Þorsteinsdóttir (6/1), Lilja Ágústsdóttir (4/8), Þórey Anna Ásgeirsdóttir (5/17)[7]
Trainer: Arnar Pétursson
- Weltmeisterschaft 2025: qualifiziert

### Europameisterschaften
- Europameisterschaft 2010: 15. Platz
- Europameisterschaft 2012: 15. Platz
- Europameisterschaft 2024: 16. Platz (von 24 Teams)

- Perla Ruth Albertsdóttir, Katrín Anna Ásmundsdóttir, Steinunn Björnsdóttir, Elísa Elíasdóttir, Andrea Jacobsen, Katrín Tinna Jensdóttir, Rut Arnfjörð Jónsdóttir, Sunna Jónsdóttir, Díana Dögg Magnúsdóttir, Elín Rósa Magnúsdóttir, Hafdís Renötudóttir, Jóhanna Margrét Sigurðardóttir, Þórey Rósa Stefánsdóttir, Thea Imani Sturludóttir, Elín Klara Þorkelsdóttir, Elín Jóna Þorsteinsdóttir, Berglind Þorsteinsdóttir, Dana Björg Guðmundsdóttir; Trainer: Arnar Pétursson